# جون كوتس جونيور
جون كوتس جونيور (بالإنجليزية: John Coates Jr.)‏ هو ملحن وعازف بيانو أمريكي، ولد في 17 فبراير 1938 في ترنتون في الولايات المتحدة، وتوفي في 22 نوفمبر 2017 في سكرانتون في الولايات المتحدة.

## وصلات خارجية
- جون كوتس جونيور على موقع ميوزك برينز (الإنجليزية)
- جون كوتس جونيور على موقع أول ميوزيك (الإنجليزية)
- جون كوتس جونيور على موقع ديسكوغز (الإنجليزية)